# Azerbaijan International Operating Company
Azerbaijan International Operating Company (AIOC, Compañía de Operaciones Internacionales de Azerbaiyán) es un consorcio formado por 10 compañías petroleras que han firmado contratos de extracción del oro negro en el país azerbayano. 
La inversión significativa hecha por AIOC ha contribuido en la construcción del Oleoducto del sur del Cáucaso y el Oleoducto de Bakú-Tbilisi-Ceyhan. Actualmente se está debatiendo la construcción del oleoducto transcaspio entre Kazajistán y Azerbaiyán, un proyecto muy debatido y cuestionado por Irán, puesto que está en desacuerdo con el hecho de que firmas extraregionales intenten imponer vías particulares.

## Miembros
El consorcio AIOC está formado por petroleras internacionales y una de nacional:
- Amerada Hess, de Estados Unidos.
- Amoco, de Estados Unidos.
- BP, del Reino Unido.
- Devon Energy, de Estados Unidos.
- ExxonMobil, de Estados Unidos.
- Inpex, de Japón.
- Itochu, de Japón.
- State Oil Company of Azerbaijan, de Azerbaiyán.
- Statoil, de Noruega.
- Türkiye Petrolleri Anonim Ortaklığı, de Turquía.
- UNOCAL, de Estados Unidos.